# Борец (село)
Вижте пояснителната страница за други значения на Борец.
Борец е село в Южна България. То се намира в община Брезово, област Пловдив.
кмет на село Борец Димитър Чучулигов ГЕРБ

## География
Борец е село в Община Брезово с население 830 жители.

## История
Историята на село Борец сочи като едни от първите жители на днешните български земи траките и техните предшественици. Някога с. Борец е носело турското име Салалий. Макар и неофициално много местни хора често си задават въпроса-какво е това име Салалий, чие е то, за да обозначава името на селото? На оригинална турска карта на санджак Филибе, издадена в Берлин на мястото на днешното с. Борец е отбелязано името Салихли. В превод това означава \"Селото на Салих\" т.е то носи името на някой Салих. Вероятно този Салих е бил чифликчия в селото, някакъв господар по онова време или някоя друга забележителна личност щом като е заслужил цяло едно село да носи неговото име.

## Обществени институции
- Училището „Св. св. Кирил и Методий“, което през 2004 г. навършва 120 години. Запомнено е името на първия учител в него – Никола Иванов Кибарски.
- Два християнски храма – католическия „Свети Антон“ и източно православния „Св. св. Кирил и Методий“.
- Народно читалище „Лъч“, което се грижи и за организацията на повечето културни мероприятия в селото.
- Кметство
- Здравна служба

## Редовни събития
Традиционния ежегоден събор в селото става на 24 май-патронния празник на местната източноправославна църква. Утвърдени от миналото по-важни религиозни празници тук са Коледа, Великден, Гергьовден, Заговезни, именни дни. От обичаите с повече традиции са „Тайлада“, „Коледуване“, „Лазаруване“, ходене като кукери.

## Личности
- Божана Златанова (р. 1931), българска тъкачка, герой на социалистическия труд
- Васил Праматарски (1883 - ?), деец на ВМОРО, участник в Илинденско-Преображенското въстание в 1903 година с четата на Димитър Ташев[2]

## Население
По достоверни данни Освобождението от 1878 г. заварва селото като абсолютно мюсюлманско по своя етнически състав без нито един българин в него. Статистиката по онова време сочи наличието на 94 къщи и 135бр семейства, а жителите мюсюлмани-358 души от които 190 мъже и 168 жени. В центъра, където сега е южната част на селския парк е била джамията, послужила след идването на българите в селото за първото училище. Първия българин, който официално стъпва в селото е Иван Славов, който идва на 21 декември 1883 г. За разлика от някои други съседи, веднага след заселването му с българи, селото се оказва с доста разнообразна картина. Налице са и други представители на етносите. При Освобождението от 1878 г. турско селото наброява 358 жители мюсюлмани, в началото на 1884 г. заселниците българи са 241, а мюсюлманите намаляват на 287. През 1887 г. има регистрирани само трима турци, през 1892-10души, през 1900 – 17 души, през 1905 – 5 души, а през 1910 – 10 души от този етнос. Представители на циганския етнос в селото има регистрирани още през 1884 – 22 души. Едва 3 год след идването на първите български заселници в селото, през 1886 г. старата турска джамия е преустроена в първото българско училище. Новите заселници и техните наследници не пропускат да сложат началото и на друг самобитен просветен фактор-народното читалище.

## Галерия
- Католическата църква в Борец
- Католическата църква и училището
- Католическата църква